# Mitsubishi Heavy Industries
Mitsubishi Heavy Industries, Ltd. (三菱重工業株式会社 (Tam Lăng Trọng Công Nghiệp chu thức hội xã) Mitsubishi Jūkōgyō Kabushiki-kaisha, gọi tắt MHI) là một công ty kỹ thuật, thiết bị điện và điện tử đa quốc gia có trụ sở chính tại Tokyo, Nhật Bản. MHI là một trong các công ty chính của tập đoàn Mitsubishi.
Các sản phẩm của MHI bao gồm linh kiện hàng không vũ trụ, máy điều hòa không khí, máy bay, linh kiện ô tô, xe nâng, thiết bị thủy lực, máy công cụ, tên lửa, thiết bị phát điện, máy in, tàu và phương tiện phóng không gian. Thông qua các hoạt động liên quan đến quốc phòng, đây là nhà thầu quốc phòng lớn thứ 23 trên thế giới được đo bằng doanh thu quốc phòng năm 2011 và công ty quốc phòng lớn nhất có trụ sở tại Nhật Bản.

## Lịch sử

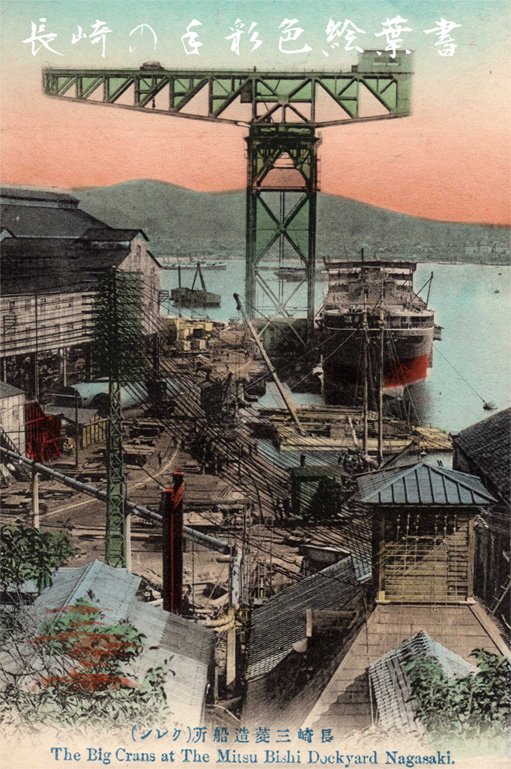
Cần cẩu lớn tại xưởng đóng tàu Mitsubishi Nagasaki, thời kỳ Meiji

Năm 1857, theo yêu cầu của Mạc phủ Tokugawa, một nhóm kỹ sư người Hà Lan đã bắt đầu làm việc tại Nagasaki Yotetsusho, một xưởng đúc và nhà máy đóng tàu kiểu phương Tây hiện đại gần khu định cư Dejima của Hà Lan, tại Nagasaki. Xưởng đúc này đã được đổi tên thành Nagasaki Seitetsusho vào năm 1860 và nó được xây xong vào năm 1861. Sau Minh Trị Duy tân năm 1868, xưởng đóng tàu được đặt dưới sự kiểm soát của Chính phủ mới Minh Trị Nhật Bản. Bến tàu khô đầu tiên được hoàn thành vào năm 1879.
Năm 1884, Yataro Iwasaki, người sáng lập của Mitsubishi, đã thuê Nagasaki Seitetsusho từ chính phủ Nhật Bản, đổi tên thành Nhà máy đóng tàu & Máy móc Nagasaki và tham gia kinh doanh đóng tàu trên quy mô lớn. Iwasaki mua nhà máy đóng tàu hoàn toàn vào năm 1887. Năm 1891, Công ty công nghiệp nặng Mitsubishi - Công trình máy móc của Yokohama được thành lập với tên Công ty Yokohama Dock, Ltd. Hoạt động kinh doanh chính của công ty là sửa chữa tàu, được bổ sung dịch vụ tàu vào năm 1897. Công trình được đổi tên thành Nhà máy đóng tàu Mitsubishi của Mitsubishi Goshi Kaisha vào năm 1893 và các bến cảng khô bổ sung được hoàn thành vào năm 1896 và 1905.
Công ty công nghiệp nặng Mitsubishi - Nhà máy đóng tàu & máy móc Shimonoseki được thành lập năm 1914. Công ty sản xuất máy móc công nghiệp và tàu buôn.